# Reck (Adelsgeschlecht)

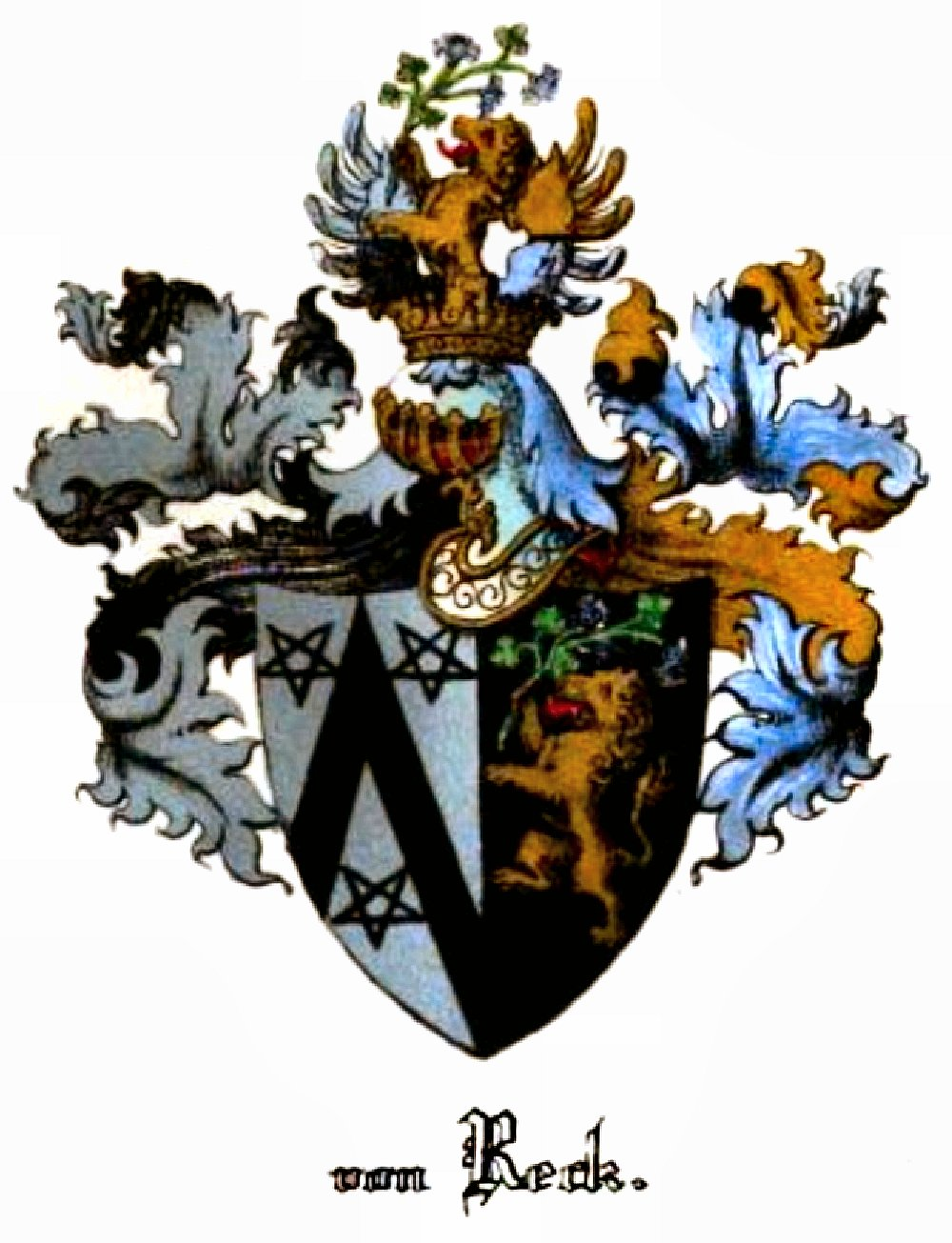
Wappen der Freiherren von Reck

Die Reck sind ein altes, im heutigen Niedersachsen beheimatetes Patriziergeschlecht, das 1627 in den Reichsadelsstand erhoben wurde.

## Geschichte
Ursprünglich in Osterrode ansässig, ließ sich das Patriziergeschlecht Reck im 16. Jahrhundert in Goslar nieder. Am 12. August 1627 erhob Kaiser Ferdinand II. den Advokaten der Reichsstadt Goslar und Abgesandten des Fürsten von Braunschweig-Wolfenbüttel am Kaiserlichen Hof in Wien, Johann Reck, unter Bestätigung seiner Zugehörigkeit zum Patriziat in den Reichsadelsstand und gewährte ihm reichsrechtliche Privilegien, darunter das Palatinat. Kaiser Karl VI. gestattete mit Reskript vom 8. März 1715 seinen Enkeln Johann Reck und Georg Eberhard Reck, beide Hofräte des Königs von Großbritannien und Kurfürsten von Braunschweig-Lüneburg, das im Adelsbrief von 1627 nicht ausdrücklich erwähnte Recht, dem Namen Reck die Präposition „von“ voranzustellen.
Zunächst in Braunschweig und Hannover ansässig, bildeten sich später zwei badische (evangelische) und eine bayerische (katholische) Linie heraus.
Am 11. November 1882 gewährte Großherzog Friedrich I. von Baden den Nachkommen des 1797 verstorbenen Johann Heinrich Carl von Reck, Hofrat des Markgrafen von Baden und Obervogt von Birkenfeld und Gernsbach, eine Standeserhöhung und ließ die seither freiherrliche Linie der Familie in die badischen Adelsmatrikel aufnehmen. Damit legitimierte er den seit Beginn des 19. Jahrhunderts mit Duldung durch das zuständige Ministerium durch die Familie gebrauchten Freiherrentitel.
Die wenig begüterte Familie stellte zahlreiche Beamte, Diplomaten, Offiziere und einige Geistliche.
Es bestehen keine gemeinsame Abstammung mit den Familien von Reck auf Autenried bzw. von der Recke. Die Mitglieder der letztgenannten Familie sind gelegentlich auch unter den Namensvarianten von (der) Reck(e) zu finden.

## Wappen

### Stammwappen
Das Stammwappen enthält im Schild einen von drei schwarzen Drudenfüßen begleiteten schwarzen Sparren auf silbernem Grund. Die Decken sind schwarz und silbern. Den Helm mit schwarzem Wulst ziert ein offener, rechts silberner und links schwarzer Flug, zwischen dem ein schwarzer Drudenfuß zu sehen ist.

### Vermehrtes Wappen von 1627
Das 1627 vermehrte Wappen ist gespalten und enthält im Schild rechts einen von drei schwarzen Drudenfüßen begleiteten schwarzen Sparren auf silbernem Grund, links auf schwarzem Grund einen zweischwänzigen goldenen Löwe, der in seiner rechten Pranke einen grünbeblätterten Glockenblumenstengel mit drei blauen Blüten hält. Auf dem Helm mit rechts schwarz-silbernen, links blau-goldenen Decken ein wachsender Löwe zwischen offenen, rechts von Silber über Schwarz, links von Gold über Blau geteiltem Flug.

Stammwappen der Reck (J. Siebmacher)
Vermehrtes freiherrliches Wappen der Reck ab 1627 (E. von der Becke-Klüchtzner)

## Persönlichkeiten
- Georg Eberhard von Reck (1663–1720), Hofrat des Königs von Großbritannien und Resident in Wien
- Johann von Reck (1662–1737), Hofrat und Legationsrat des Königs von Großbritannien beim Reichstag in Regensburg
- Johann Gustav von Reck (1703–1786), Hofrat und Legationsrat des Königs von Großbritannien beim Reichstag in Regensburg[2]
- Johann Carl Heinrich Freiherr von Reck (1794–1884), Oberst der Artillerie in Großherzoglich Badischen Diensten, Ritter der französischen Ehrenlegion[7][8]
- Karl Christoph Heinrich Friedrich Gottlieb Johann von Reck (1801–1868), Oberst der Artillerie in Königlich Bayerischen Diensten[1]
- Ludwig Hans Karl Freiherr von Reck (1866–1925), Gesandter des Großherzogtums Baden am Königlich Bayerischen und Königlich Württembergischen Hof[9]
- Philipp Georg Friedrich von Reck (1710–1798), Kommissar des Königs von Großbritannien[2]